# Lou Reed (álbum)
Lou Reed es el primer álbum en solitario de Lou Reed, lanzado en 1972, un año y medio después de abandonar su grupo, The Velvet Underground. El disco se compone de ocho canciones de su antigua banda (todavía inéditas), más dos canciones nuevas, "Going Down" y "Berlin" (esta última se grabó nuevamente en 1973 para su álbum conceptual Berlin).
Con un creciente interés del público por The Velvet Underground, el álbum debut de Reed fue muy esperado, pero el resultado fue un fracaso comercial y crítico, alcanzando sólo el puesto 189 en Billboard 200.

## Lista de canciones
Todas las canciones escritas por Lou Reed excepto donde se indique.
1. "I Can't Stand It" - 2:37
2. "Going Down" - 2:57
3. "Walk and Talk It" - 3:40
4. "Lisa Says" - 5:34
5. "Berlin" - 5:16
6. "I Love You" - 2:21
7. "Wild Child" - 4:41
8. "Love Makes You Feel" - 3:13
9. "Ride into the Sun" (Reed, John Cale, Sterling Morrison, Maureen Tucker) - 3:16
10. "Ocean" - 5:06

### Referencia cruzada
A continuación se muestra una referencia cruzada de las canciones del álbum tocadas en vivo y / o grabadas por Lou Reed junto a The Velvet Underground.
| Título                | Lanzamiento de Velvet Underground                                                                   | Comentarios |
| "I Can't Stand It"    | 1969: The Velvet Underground Live, VU                                                               | Verso adicional en la versión de Lou Reed                                                                                               |
| "Walk and Talk It"    | Peel Slowly and See, Loaded (Fully Loaded Edition)                                                  | La versión de Lou Reed tiene una letra diferente y secciones musicales añadidas; la versión aparecida en V.U. se titúla "Walk and Talk" |
| "Lisa Says"           | 1969, VU                                                                                            | La versión del álbum VU es más corta |
| "I Love You"          | Peel Slowly and See, Loaded (Fully Loaded Edition)                                                  | --- |
| "Wild Child"          | ---                                                                                                 | Hasta la fecha no se ha publicado ninguna versión de estudio por la banda, aunque se sabe que ésta la tocó en vivo durante 1970         |
| "Love Makes You Feel" | Loaded (Fully Loaded Edition)                                                                       | La versión de V.U. se llama "Love Makes You Feel Ten Foot Tall"                                                                         |
| "Ride into the Sun"   | Another View, What Goes On, Loaded (Fully Loaded Edition), Bootleg Series Volume 1: The Quine Tapes | Lou Reed cerca de la versión a la cargada y la de Quine Tapes versiones, otras grabaciones VU versiones anteriores.                     |
| "Ocean"               | 1969, VU, Loaded (Fully Loaded Edition)                                                             | Lou Reed en la versión más cercana a Loaded toma.                                                                                       |

## Personal
- Lou Reed - guitarra, arreglista, teclados, voz, producción
- Clem Cattini - percusión
- Helene Francois - armonías vocales
- Kay Garner - armonías vocales
- Steve Howe - guitarra
- Les Hurdle - bajo
- Paul Keogh - guitarra, guitarra acústica
- Brian Odgers - bajo
- Caleb Quaye - guitarra, guitarra acústica, piano
- Rick Wakeman - piano, teclados
- Tom Adams - diseño de la cubierta
- Mike Bobak - ingeniero
- Ronn Campisi - fotografía
- Richard Robinson - producción